# Национал-социалистическое освободительное движение
Национал-социалистическое освободительное движение (НСОД, нем. Nationalsozialistische Freiheitsbewegung, также известно как Национал-социалистическая партия свободы (нем. Nationalsozialistische Freiheitspartei) — ультраправая нацистская партия в Веймарской республике. Создана в апреле 1924 года после запрета НСДАП. После неудавшейся попытки переворота Адольф Гитлер и другие нацистские лидеры были заключены в тюрьму, а НСДАП была объявлена вне закона. Оставшиеся нацисты сформировали национал-социалистическое освободительное движение (НСОД) как партию-наследницу НСДАП, чтобы сохранить организационное ядро нацизма и участвовать в выборах. В эту партию входил также Фронтбанн, что было в сущности законной копией СА, которые запретили вместе с НСДАП.
Юджин Дэвидсон отмечает, что «крайне правые долгое время не могли прийти к согласию по многим вопросам, даже по вопросу о том, кто был главным врагом». Например, депутат рейхстага от НСОД Рейнхольд Вулле считал, что католики представляют большую опасность, чем евреи. В январе 1925 года Вулле заявил на партийном собрании, что Гитлер никогда больше не вернет себе былую власть. Сам Гитлер отказался от руководства партией во время своего заключения. Он говорил приходившим к нему соратникам, что не может руководить партией, так как занят написанием объёмной книги. Лидеры НСОД Альбрехт фон Грефе и Эрих Людендорф вышли из партии в феврале 1925 года, всего через год с небольшим после её основания, как раз тогда, когда была восстановлена старая НСДАП.
В январе 1925 года истёк срок запрета на деятельность НСДАП, а Гитлер освободился из тюрьмы в декабре 1924 года. Поэтому уже 27 февраля 1925 года НСДАП была воссоздана в своем прежнем виде. После этого НСОД вошло в состав восстановленной НСДАП.

## Электоральные успехи НСОД
НСОД сформировало успешный избирательный альянс с Немецкой Народной партией свободы Людендорфа. В некоторых округах этот избирательный блок назывался Народным блоком или Volksblock. На выборах в баварский ландтаг в апреле 1924 года Народный блок смог получить 23 из 129 депутатов в парламенте Баварии — таким образом, он получил 15 % голосов и стал 3 партией по популярности в Баварии. Благодаря этому часть находящихся в заключении участников пивного путча, как Грегор Штрассер, смогли выйти из тюрьмы досрочно, получив депутатскую неприкосновенность.
На майских выборах в рейхстаг 1924 года НСОД получило 32 места в парламенте. Среди победивших кандидатов были знаменитый генерал Первой мировой войны Эрих Людендорф и бывший глава СА Эрнст Рём. Депутатами также стали Теодор Фрич, Вильгельм Кубе, Теодор Фален, Эрнст Граф цу Ревентлов, Альбрехт фон Грефе и Кристиан Мергенталер. Однако на выборах в рейхстаг в декабре 1924 года партия потеряла 18 из этих мест, однако депутатом рейхстага смог избраться Грегор Штрассер, который эффективно использовал свой депутатский статус для расширения партийных отделений НСДАП на севере Германии.